# 트리스탄다쿠냐
트리스탄다쿠냐(Tristan da Cunha)는 대서양 남쪽에 흩어져 트리스탄다쿠냐 섬을 포함해 6개의 섬으로 이루어진 영국의 해외 영토이다. 공용어는 영어이다.

## 지리

### 트라스탄다쿠냐섬

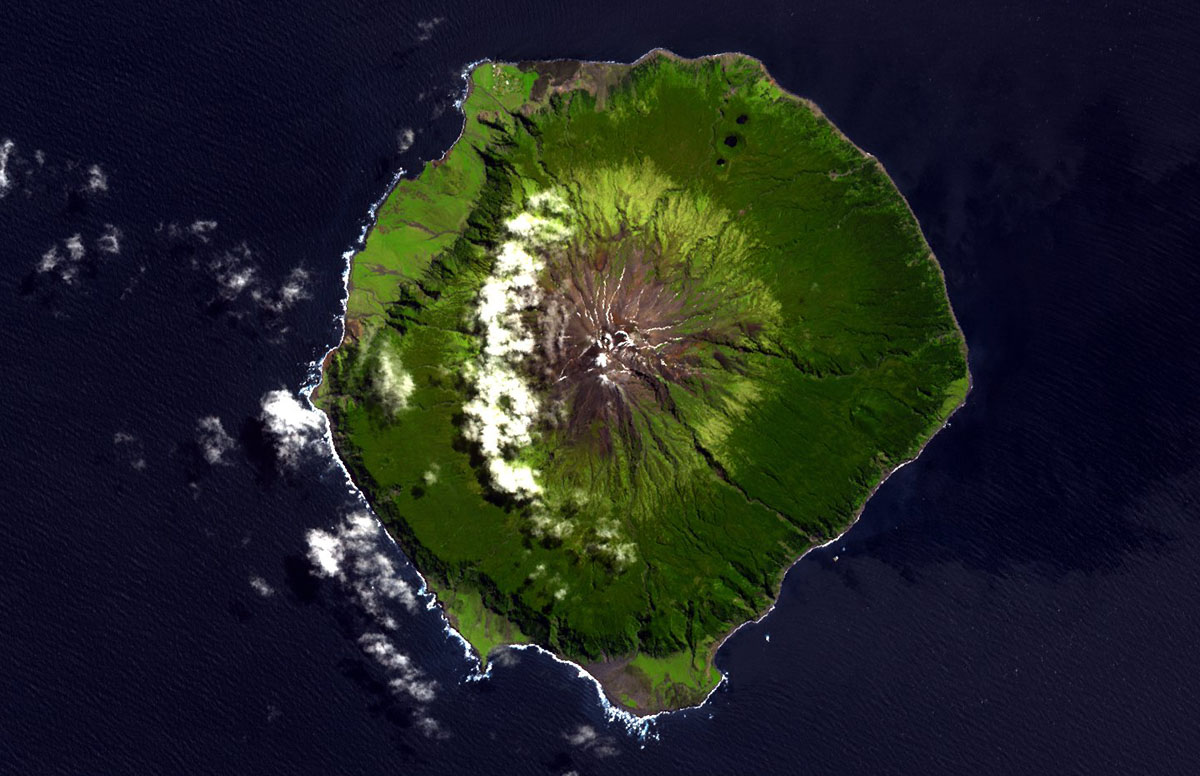
트리스탄다쿠냐 섬의 위성사진

트리스탄다쿠냐 섬은 남위 37도, 서경 12도에 위치해 있고, 아프리카 대륙의 케이프타운에서 2,805 km 떨어져 있고, 남아메리카의 리우데자네이루에서 3,353 km 떨어진 대서양에 위치해 있다. 사람이 거주하는 가장 가까운 육지는 북쪽으로 2,429 km 떨어진 세인트 헬레나 섬이다.

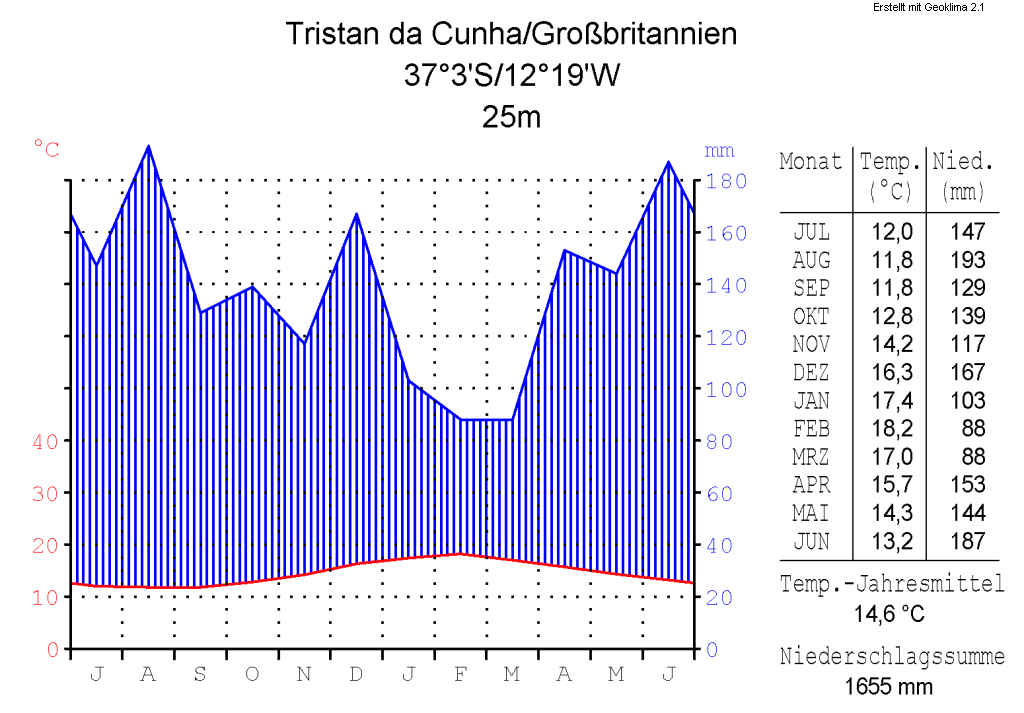
기온과 강수량

섬 중앙에는 순상 화산인 퀸 메리 봉(2,062m)이 위치해 있어서, 겨울철에는 많은 눈이 내린다. 섬의 북서부와 호텐토트 케이프(Hottentot Point) 주변을 제외하고, 섬 주위에는 높이 300m ~ 600m의 가파른 절벽이 형성되어 있다. 호텐토트 케이프 주변에 약 5 km2 정도의 평지가 있고, 섬의 유일한 마을인 에든버러오브더세븐시즈가 위치해 있다.
해양성 기후이기 때문에, 밤낮과 여름-겨울간 기온 격차는 크지 않다. 에딘버러 지역의 연평균 강수량은 1,675mm이다.

### 트리스탄다쿠냐 제도
이낵세시블 섬과 나이팅게일 제도(나이팅게일 섬, 미들섬, 스톨텐호프섬)는 각각 트리스탄다쿠냐 본섬의 35 km 남쪽에 위치해 있다. 고프섬이 멀리 떨어져 있는데, 395 km 남남서쪽에 위치해 있다. 트리스탄다쿠냐 군도 본토 이외에는 모두 무인도이다. 고프섬에서는 1956년부터 남아프리카 공화국에서 기상 관측소를 운영하고 있으며, 6명의 직원이 상주하고 있으나 정착 인구라고 간주하지는 않는다. 트리스탄다쿠냐 제도는 대서양 중앙 해령에 위치하고 있고, 트리스탄 핫스팟이라고 일컬어지는 마그마의 활동의 산물로 추정된다.

## 기후
| Tristan da Cunha의 기후                             | Tristan da Cunha의 기후 | Tristan da Cunha의 기후 | Tristan da Cunha의 기후 | Tristan da Cunha의 기후 | Tristan da Cunha의 기후 | Tristan da Cunha의 기후 | Tristan da Cunha의 기후 | Tristan da Cunha의 기후 | Tristan da Cunha의 기후 | Tristan da Cunha의 기후 | Tristan da Cunha의 기후 | Tristan da Cunha의 기후 | Tristan da Cunha의 기후 |
| 월                                                  | 1월                     | 2월                     | 3월                     | 4월                     | 5월                     | 6월                     | 7월                     | 8월                     | 9월                     | 10월                    | 11월                    | 12월                    | 연간                    |
| --------------------------------------------------- | ----------------------- | ----------------------- | ----------------------- | ----------------------- | ----------------------- | ----------------------- | ----------------------- | ----------------------- | ----------------------- | ----------------------- | ----------------------- | ----------------------- | ----------------------- |
| 역대 최고 기온 °C (°F)                              | 23.7 (74.7)             | 24.4 (75.9)             | 24.4 (75.9)             | 22.4 (72.3)             | 20.3 (68.5)             | 18.7 (65.7)             | 17.8 (64.0)             | 17.3 (63.1)             | 17.1 (62.8)             | 18.4 (65.1)             | 20.4 (68.7)             | 21.8 (71.2)             | 24.4 (75.9)             |
| 일평균 최고 기온 °C (°F)                            | 20.4 (68.7)             | 21.2 (70.2)             | 20.5 (68.9)             | 18.9 (66.0)             | 16.9 (62.4)             | 15.3 (59.5)             | 14.4 (57.9)             | 14.2 (57.6)             | 14.3 (57.7)             | 15.4 (59.7)             | 17.0 (62.6)             | 18.9 (66.0)             | 17.3 (63.1)             |
| 일일 평균 기온 °C (°F)                              | 17.9 (64.2)             | 18.8 (65.8)             | 17.9 (64.2)             | 15.4 (59.7)             | 14.6 (58.3)             | 13.1 (55.6)             | 12.2 (54.0)             | 11.9 (53.4)             | 12.0 (53.6)             | 13.0 (55.4)             | 14.6 (58.3)             | 16.5 (61.7)             | 14.8 (58.6)             |
| 일평균 최저 기온 °C (°F)                            | 15.4 (59.7)             | 16.2 (61.2)             | 15.3 (59.5)             | 11.9 (53.4)             | 12.3 (54.1)             | 10.9 (51.6)             | 10.0 (50.0)             | 9.6 (49.3)              | 9.7 (49.5)              | 10.6 (51.1)             | 12.2 (54.0)             | 14.1 (57.4)             | 12.4 (54.3)             |
| 역대 최저 기온 °C (°F)                              | 10.9 (51.6)             | 11.8 (53.2)             | 10.3 (50.5)             | 9.5 (49.1)              | 7.4 (45.3)              | 6.3 (43.3)              | 4.8 (40.6)              | 4.6 (40.3)              | 5.1 (41.2)              | 6.4 (43.5)              | 8.3 (46.9)              | 9.7 (49.5)              | 4.6 (40.3)              |
| 평균 강우량 mm (인치)                               | 93 (3.7)                | 113 (4.4)               | 121 (4.8)               | 129 (5.1)               | 155 (6.1)               | 160 (6.3)               | 160 (6.3)               | 175 (6.9)               | 169 (6.7)               | 151 (5.9)               | 128 (5.0)               | 127 (5.0)               | 1,681 (66.2)            |
| 평균 강우일수                                       | 18                      | 17                      | 17                      | 20                      | 23                      | 23                      | 25                      | 26                      | 24                      | 22                      | 18                      | 19                      | 252                     |
| 평균 상대 습도 (%)                                  | 79                      | 77                      | 75                      | 78                      | 78                      | 79                      | 79                      | 79                      | 78                      | 79                      | 79                      | 80                      | 78                      |
| 평균 월간 일조시간                                  | 139.5                   | 144.0                   | 145.7                   | 129.0                   | 108.5                   | 99.0                    | 105.4                   | 105.4                   | 120.0                   | 133.3                   | 138.0                   | 130.2                   | 1,498                   |
| 가능 일조율                                         | 31                      | 35                      | 38                      | 38                      | 35                      | 34                      | 34                      | 32                      | 33                      | 33                      | 32                      | 29                      | 34                      |
| 출처 1: Worldwide Bioclimatic Classification System |                         |                         |                         |                         |                         |                         |                         |                         |                         |                         |                         |                         |                         |
| 출처 2: Climate and Temperature                     |                         |                         |                         |                         |                         |                         |                         |                         |                         |                         |                         |                         |                         |

## 역사

### 발견
1506년, 포르투갈의 탐험가 트리스탄 다쿠냐가 발견하였다. 다만, 당시에 바다가 거친 상태여서 그는 섬에 상륙할 수는 없었다. 섬의 명칭은 이 탐험가의 이름을 딴 것이다.
1643년, 기록상으로 네덜란드 동인도회사의 배 힘스테드의 승무원이 처음으로 섬에 상륙하였다. 트리스탄다쿠냐 섬은 희망봉 방향으로 유럽과 인도양을 오가는 선박과 대서양을 횡단하려고 하는 배들에게 보급지와 피난 항구로 이용되었다. 17세기 후반에는 세인트 헬레나에서 파견된 영국 동인도회사의 선박이 섬에 정착 가능성을 보고하였다는 기록이 있으나, 실제로 정착은 이루어지지 않았다.
섬을 본격적으로 조사한 것은 1767년, 프랑스 왕국의 프리깃이 행한 것이 최초이다. 대략의 해안선을 측량하면서 빅 와튼의 폭포와 북쪽 해안에 있는 호수가 발견되었다. 조사 결과는 영국 해군의 수로부에서 1781년 발간한 자료에 실려 있다. 18세기 후반에는 영국인 상인이 일시적으로 섬에 거주했다는 기록이 있는데, 섬에 정착한 것은 아니었다.

### 정착

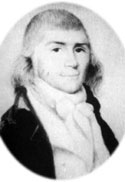
조나단 램버트

최초의 정착 시도는 미국 매사추세츠주 세일럼 출신의 선원이었던 조나단 램버트가 하였다. 1810년 12월, 몇 명의 부하와 함께 섬에 상륙한 램버트는 1811년 트리스탄다쿠냐 제도를 리플레쉬먼트 제도(새로움의 섬)라고 명명하였고, 영유권을 선언하였다. 이후 그는 섬 부근을 항해하는 선박에 물이나 야채, 보리, 고기, 바다표범의 기름 등을 공급하는 일을 하였다. 하지만 램버트는 1812년 3월 17일 보트 사고로 사망하게 된다. 이 해에 미국과 영국 간의 전쟁이 발발하는데, 전쟁 중 섬은 양국의 함선의 기지로 이용된다.
1816년, 영국은 트리스탄다쿠냐 섬을 정식으로 영토에 넣고, 케이프 식민지 관리 하에 두었다. 섬에는 영국 육군의 부대가 주둔하였다. 이 부대는 1816년에 철수하지만, 상병 윌리엄이 군을 제대하고 가족과 함께 섬에 남게 되었다. 섬에 기항하거나 표착한 선원 중에는 섬에 남는 사람이 생기면서, 인구가 점차 증가하여 많을 때에는 거주민이 100명 안팎을 넘나들기도 하였다.
1867년 8월, 빅토리아 여왕의 차남인 알프레트가 이 섬을 방문하게 된다. 이 섬의 유일한 마을인 에든버러오브더세븐시즈라는 이름은, 이 방문의 영예로움을 기념하기 위해 명명한 것이다.

### 고립과 접촉
이 섬은 남대서양을 항해하는 선박의 보급기지나 포경선의 거점으로 이용되었다. 그러나 남북 전쟁이 일어나면서 미국의 포경업이 타격을 받고, 수에즈 운하가 1869년 개통하고, 범선에서 증기선으로 전환하는 등의 시대적 전환기로 인해 아시아로 항해하는 도중에 이 섬에 기항하는 선박이 줄어들게 되었다. 이러한 이유로 섬은 점점 고립되었는데, 선교사가 방문하거나 난파선의 구조 활동을 하는 경우가 있었으므로 완전히 고립된 것은 아니었다. 1885년에는 어선 사고가 일어났는데, 섬의 성인남자 19명 중 15명이 사망하는 일이 발생하였다. 이 사건 이후로 섬에 사건사고가 일어날 때마다 케이프 식민지로 이주하는 권유와 제안이 섬으로 들어가지만, 섬의 거주민들은 이를 거부하였다. 섬의 공동체는 섬을 떠난 사람들이 가족을 데리고 다시 섬으로 돌아오거나, 새로운 정착자가 들어오는 등으로 유지되었다.

트리스탄다쿠냐 섬 인구 추이

섬이 가장 고립된 때는 제1차 세계대전 전후이다. 전쟁 동안 해군이 한 해에 한 번 가져다주던 물자 보급이 끊기게 되었다. 1919년 7월, 경순양함 얄마스가 전쟁이 끝났다는 소식을 전했으나, 이후 10년까지 섬은 한 통의 우편물도 받지 못하였다.
1938년 1월 12일, 섬은 세안트 헬레나에 속하게 되었다. 제2차 세계대전 중인 1942년 영국의 해군 비밀기지 코드명 “HMS Atlantic Isle”로 무선 기상 관측 기지가 섬에 건설되었고, 남대서양을 항해하는 U보트 등의 독일 함선을 감시하였다. 시설의 건설에 섬의 주민들이 참여하기도 하였으나, 당시 섬에는 통화가 없었기 때문에 노동비는 목재, 페인트, 차와 같은 현물로 지급되었다.
제2차 세계대전 중 건설된 이러한 중요 시설들은 전쟁이 끝난 뒤에도 영국이 유지 및 보수를 하였다. 1949년에는 트리스탄 개발 회사(Tristan Development Corporation)가 설립되어 섬에 랍스타 가공 공장이 건설되었다. 1950년부터 영국 정부에서 관리관(Resident British Administrator)이 파견되는데, 이 때 화폐가 도입된다. 지역 신문인 《트리스탄 타임즈》가 발행된 것도 이 무렵이다.
1956년, 미국의 대기권 내 핵 실험(아르고스 작전)이 트리스탄다쿠냐 섬의 남서쪽 115 km 지점에서 일어나고, 이후 1957년 엘리자베스 2세의 남편인 에든버러 공작 필립이 왕실 소유의 선박으로 이 섬을 방문하였다.

### 피난
1961년, 에딘버러 부근에서 화산활동이 활발해지면서, 10월 10일에 폭발하게 되었다. 당시 거주하고 있던 주민, 섬 주민 264명과 일시 체류자 25명은 섬에서 탈출하였고 섬 주민들은 영국 본토로 피난하였다. 1962년 초에 왕립 학회는 섬의 조사를 실시하였는데, 분화의 피해는 적다고 보고하였다. 영국 정부는 섬 주민들을 대상으로 섬으로의 귀환 여부에 대한 투표를 하였는데, 섬 주민들은 대부분 섬 귀환을 선택하였다. 1963년, 섬 주민들은 두 차례에 걸쳐 트리스탄다쿠냐 섬으로 귀환하였다.

### 현재

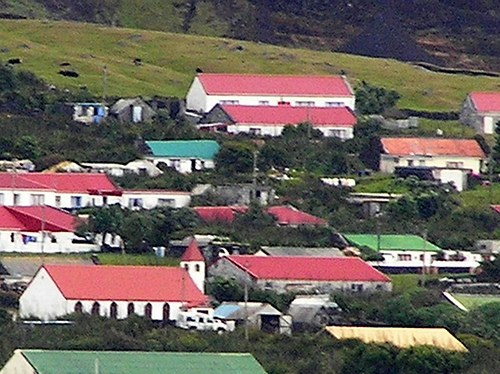
트리스탄다쿠냐의 집

트리스탄다쿠냐는 지리적으로 단절된 위치에 있다는 것은 변함이 없으나, 정보통신 기술의 발달이 정보 고립을 해소하고 있다. 2001년부터는 위성을 통해 TV를 수신할 수 있게 되었고, 섬에서 인터넷을 이용할 수도 있다. 2002년, 섬만의 문장과 깃발을 제정하였는데 이전까지는 세인트 헬레나의 국기와 문장을 사용하고 있었다. 2005년부터는 영국의 우편번호 TDCU 1ZZ가 부여되면서, 섬에서 사는 사람들이 온라인으로 상품을 구입하는 것 등이 가능해지게 되었다.

## 정치
국가원수는 영국 국왕이며, 국왕은 총독을 파견한다. 트리스탄다쿠냐의 총독은 세인트헬레나 총독을 겸임하고 있지만, 총독은 세인트헬레나에 상주하기 때문에 외무 영연방 직원인 관리관(Resident British Administrator)이 총독을 대리하여 주재하고 있다. 관리관은 섬의 평의회 의장을 맡아 평의회의 조언을 받고 행정을 주관한다.
평의회(Island Council)는 11명의 평의원(8명은 선출직, 3명은 지명직)으로 구성된다. 이 중 적어도 한 명은 여성이 되도록 정해져 있다. 섬 주민 대표(Chief Islander)는 1970년 이후부터 공선제로 되어 있으며, 평의원 선거에서 최다 득표자가 취임한다.
섬의 경찰업무는 정식 경찰관 한 명과 비상근 특별 순경(Special constable) 3명이 담당하고 있다. 트리스탄다쿠냐는 섬 자율적으로 독자적인 입법을 시행할 수 있지만, 섬의 법률에 위배되지 않는 세인트헬레나 법률들도 동시에 적용하고 있다.

## 경제
섬의 토지는 대부분 공동체의 소유에 있으며, 섬 주민 이외에는 토지의 구입 등이 허가되지 않는다. 트리스탄다쿠냐의 거주자는 모두 농업이나 어업으로 삶을 영위하고 있다. 가축의 수는 방목지에서 엄격하게 관리되고 있고, 부유한 가정에서 부를 더 축척하는 것은 불가능하다. 섬에서는 식량의 자급자족이 가능하며, 목초 관리를 위해 양은 가족 한 명당 두 마리의 할당이 되도록 사육 수가 제한되고 있다. 이 섬의 주요 외화 수입원은 수집가를 겨냥한 우표와 동전의 발행과 수산 가공품(랍스타)의 수출이다. 이들은 연간 140만 파운드에 달한다. 섬의 재정은 1980년 이후로부터 영국에서 독립하였다. 그러나 독자적으로 유럽 연합 시장에 참여하는 것은 허용되지 않는다. 같은 영국령인 세인트 헬레나가 독자적인 파운드 통화를 가지고 있는 반면, 트리스탄다쿠냐는 영국 본토의 파운드를 사용하고 있다. 세인트 헬레나의 은행을 사용하여 거래한다.
트리스탄다쿠냐는 영국의 해외 영토로 만국 우편 연합의 가맹 지역이다. 또한 독립의 우편사업체를 운영하여 우표를 발행하고 있다. 트리스탄다쿠냐에는 ISO 3166-1에서 단일 국가코드를 할당하고 있다.
이 섬의 특산물인 랍스타는 트리스탄 록 랍스타(Tristan rock lobster)가 있다. 랍스타 가공 공장은 섬 최대의 건물이며, 섬 전체의 전력 공급까지 담당하고 있다. 가공된 냉동 랍스타는 연간 140톤 정도가 일본이나 미국으로 수출되고 있다. 섬 주민들은 복수의 직업을 갖는데, 대부분은 섬의 관리청에 근무하는 공무원인 경우이다.

## 교통
섬의 북부에 작은 항구가 있다. 그러나 공항은 없으며, 섬의 접근은 해로로 한정되어 있다. 섬의 항구에는 원양 항해 선박이나 요트는 착안할 수 없으며, 앞바다에 정박한 배로부터 섬의 소형선으로 사람이나 물건을 싣고 내린다. 이전에는 영국 정부의 우편선 세인트 헬레나(RMS St Helena)가 런던에서 대서양의 해외 영토를 통해 케이프 타운까지 정기적으로 왕복했었으나, 지금은 운행하지 않는다. 2010년 남아프리카 정부의 조사선 SA Agulhas, 남아프리카 수산 회사가 운항하는 MV Edinburgh 및 MV Baltic Trader가 한 해에 9회 왕복하여 케이프 타운과 섬을 연결하고 있다. 이들은 우편물, 화물, 여객의 수송을 담당하고 있다. 케이프 타운에 가는 데에 소요되는 시간은 5 ~ 7일 정도이다. 이 밖에 전세 보트와 유람선이 가끔 섬에 들르고 있다. 2005년 영국 정부가 공항 건설 계획을 세웠으나, 중단되었다.

## 주민
인구는 약 300명이며 섬에서 사용되고 있는 언어는 영어이며 영국 국교회가 있다. 인구가 적기 때문에 근친혼에 의한 건강과 유전 문제가 있고, 거기에 유래하는 천식이나 녹내장 환자가 있다. 주민의 대부분은 공무원이며 지방 정부에서 근무하고 있다. 섬에서는 자급 자족이 가능하고 생활필수품 등을 실은 연락선이 3개월에서 4개월에 한 번 기항한다. 공항은 없고, 작은 항구가 있을 뿐이다.
| 연도 | 인구 | ±% p.a. |
| ---- | ---- | ------- |
| 1856 | 71   | —       |
| 1880 | 109  | +1.80%  |
| 1892 | 50   | −6.29%  |
| 1897 | 64   | +5.06%  |
| 1901 | 74   | +3.70%  |
| 1909 | 95   | +3.17%  |
| 1934 | 167  | +2.28%  |
| 1961 | 268  | +1.77%  |
| 1969 | 271  | +0.14%  |
| 1987 | 296  | +0.49%  |
| 1999 | 286  | −0.29%  |
| 2000 | 280  | −2.10%  |
| 2008 | 269  | −0.50%  |
| 2016 | 293  | +1.07%  |
| 2018 | 250  | −7.63%  |